# Eulalia filifolia
Eulalia filifolia là một loài thực vật có hoa trong họ Hòa thảo. Loài này được S.L.Chen mô tả khoa học đầu tiên năm 1962.